# Paul Franklin (efeitos visuais)
Paul Franklin é um especialista em efeitos visuais britânico. Venceu o Oscar de melhores efeitos visuais na edição de 2011, por Inception, com Chris Corbould, Andrew Lockley e Peter Bebb e na edição de 2015 por Interstellar, ao lado de Scott R. Fisher, Andrew Lockley e Ian Hunter.

## Filmografia
- Revelation (2001)
- The League of Extraordinary Gentlemen (2003)
- Batman Begins (2005)
- Harry Potter and the Order of the Phoenix (2007)
- The Dark Knight (2008)
- Harry Potter and the Half-Blood Prince (2009)
- Inception (2010)
- The Dark Knight Rises (2012)
- Interstellar (2014)